# Basarabi (okręg Suczawa)
Basarabi – wieś w Rumunii, w okręgu Suczawa, w gminie Preutești. W 2011 roku liczyła 1657 mieszkańców. 